# Alphabet
Alphabet Inc.（アルファベット）は、2015年にGoogle Inc.（現・Google LLC）およびグループ企業の持株会社として設立された、アメリカ合衆国の多国籍テクノロジー・コングロマリットである。
本拠地はカリフォルニアに置かれ、Google LLCのCEOであるスンダー・ピチャイがCEOである。GoogleからAlphabetへの再編は、2015年10月2日に完了した。

## 概要
Alphabetが保有する事業には、テクノロジー、生命科学、投資キャピタル、研究と言ったように総合的な様々な産業が含まれている。また、子会社には、Google、Calico 、GV、Google Capital、X、Google Fiber、nest rabs(google nest)などがある。尚、一部の子会社は商号からGoogleという名称を廃した。例えば、Google VenturesはGVへ、Google Life SciencesはVerilyへ、Google Xは単にXへ改称した。
この再編の過程で、Google創業者のラリー・ペイジはAlphabetのCEOに就任し、代わりにスンダー・ピチャイがGoogleのCEOに着任した。Googleの株式はAlphabetの株式に変換され、以前のGoogleの株式のティッカーシンボルである、"GOOG"および"GOOGL"がそのまま使用されている。
Alphabetの設立は、事業の核となるGoogleのインターネットサービスを「より明確で責任を持ったもの（cleaner and more accountable）」にするとともに、インターネットサービス以外の事業を行うグループの子会社に、より大きな自立性を与えるという目的で行われた。

## 歴史
2015年8月10日、Google Inc.は新しい公開持株会社であるAlphabet Inc.の設立を告知した。Google CEOだったラリー・ペイジはこの告知をGoogleの公式ブログ内の記事として投稿した。Alphabetは、子会社をGoogleからAlphabetへと移動し、Googleが対象とする事業を限定して再編を行うために設立されるとされた。Alphabetには、Google、Nest Labs、Calicoとともに、他の事業であるX、Google Capital、GVが含まれるとされた。当時、Googleの製品チーフであったスンダー・ピチャイが、ペイジの代わりにGoogleの新CEOに着任した。
この告知の中で、ペイジはそれまで持っていた企業は保有しつづける予定であると書いている。
同時に、会社名の由来についても説明している。
ペイジは、この再編の動機を、Googleを「より明確で責任を持ったもの（cleaner and more accountable）」にするためであると言っている。また、「われわれが行っていることを透明にし、しっかりと見えるようにする（"the transparency and oversight of what we’re doing"）」 ことで、Googleのメインの事業には直接の関係がない会社をコントロールしやすくしたいからであるとも言っている。
2016年2月1日、Alphabet Inc.はAppleを抑えて、世界で最も価値の高い公開株式会社になった。ただし、2月3日には、アップルがその地位を再び取り返している。
2017年9月1日、Google Inc.のGoogle LLCへの変更と、Alphabetの子会社としてGoogle LLCを含むAlphabet傘下各社の株式を保有する持株会社「XXVI Holdings Inc.」の設立を発表。
2018年2月、子会社Nest LabsがGoogleに統合された。
2019年6月、子会社Chronicleが、Google Cloudに統合された。
2019年12月3日、ペイジとブリンはAlphabet Inc.のCEO及び社長を正式に退任することとした。以降CEOを務めるのはピチャイである。
2020年1月子会社JigsawがGoogle子会社に異動。
2020年1月16日、株式時価総額が米国企業として史上4社目の1兆ドル超えを果たした。
2021年1月、子会社Loonの解散を発表。

### ウェブサイトとドメイン
Alphabetはabc.xyzという、2014年に有効になった.xyz トップレベルドメイン（TLD）を選択した。alphabet.comというドメインは、BMW のfleet management部門のものであるため、Alphabetは所有していない。BMWは"necessary to examine the legal trademark implications" of the proposalsと述べている。また、abc.comも、Disneyが保有しているAmerican Broadcasting Companyのプロモーション用のドメインであるため、所有していない。ただし、abc.comは、Disneyのサイトがホストしているgo.comのサブドメインへのリダイレクトになっている。
ウェブサイトでは、ペイジが書いた次のパラグラフの中にイースターエッグが隠されている。「セルゲイと私は、新しいことを始めるという仕事に真剣に取り組んできた。Alphabetには、X labも含まれており、ドローンによる配達を研究するWingのような、新しい取り組みを育ててきた。また、われわれの片腕として成長してきているベンチャーとキャピタルを、この新しい構造の一部にすることを考えるとわくわくする。("Sergey and I are seriously in the business of starting new things. Alphabet will also include our X lab, which incubates new efforts like Wing, our drone delivery effort. We are also stoked about growing our investment arms, Ventures and Capital, as part of this new structure.")」このパラグラフの中の"drone delivery effort"直後のピリオドが、テレビドラマのSilicon Valleyのリファレンスである、"hooli.xyz"へのハイパーリンクになっている。

## 取締役会
- スンダー・ピチャイ（Alphabet CEO / Google CEO）
- ラリー・ペイジ（Alphabet 取締役 / Google 創業者）
- セルゲイ・ブリン（Alphabet 取締役 / Google 創業者）
- エリック・シュミット（Alphabet 顧問）

## 構造

Alphabet Inc.の企業構造

Alphabetにおける最大の子会社はGoogle LLCであるが、AlphabetはCalico、GV、X、Google Fiber、Sidewalk Labs、Verilyの親会社でもある。以前Googleの一部であった会社や部門の多くはAlphabetの子会社になったが、Googleは依然として、Alphabetのインターネット関係の事業を抱えている。これには、モバイル用オペレーティングシステム Android、YouTube、Google検索といった、長い間Googleに関連付けられてきた最も象徴的な製品やサービスの多くが含まれており、これらはGoogle Inc.の直接の構成要素のままとされ、Alphabetの子会社にはならなかった。

### 主なグループ企業
- XXVI Holdings Inc.
  - Google LLC
    - Nest

  - Alphabet Capital US LLC
    - CapitalG GP LLC
    - CapitalG 2015 GP LLC
    - GV 2014 GP, L.L.C.

  - OB Technology Holdings Inc.
    - Verily Life Sciences LLC[26]

  - Calico LLC
  - X Development LLC
    - Everyday Robots

  - DeepMind Technologies Limited
  - Waymo LLC
  - Sidewalk Labs LLC
  - Wing Aviation LLC
  - Google Fiber Inc.
  - Fitbit Inc.
  - Chronicle LLC(後にGoogle Cloudへ統合)
  - Intrinsic LLC
    - Vicarious

## 成長の予定
エリック・シュミットは、Internet Associationのイベントで、最終的にAlphabetの子会社は26以上になるかもしれない、と述べている。また、現在および提案されているAlphabet子会社のCEOと会っているとも述べて、「より多くのものを見ることになるだろう（"You'll see a lot coming."）」とも話している。

## 再編のプロセス
初めに、AlphabetはGoogle Inc.が直接保有する子会社として設立された。そして、一方が子会社で他方がその持ち主であるというこれら2つの会社の役割を、次のような2つの段階を経て交換した。まず第1に、Alphabetのダミーの子会社を作った。そして第2に、Googleはそのダミー子会社と合併しつつ、Googleの株式をAlphabetの株式に転換した。デラウェア州法の下では、このような方法で行われる持株会社の再編は、株主の投票を経ずに行うことができるため、この再編方法が採用された。
再編のプロセスは、2015年10月2日に完了した。その後も、AlphabetはGoogle Inc.の株式価格の履歴を保持したまま、Google Inc.の以前のティッカーシンボルである"GOOG"および"GOOGL"を使用して取引を続けている。これらのティッカーシンボルは、ともに、主要な株価指数であるS&P 500およびNASDAQ-100のコンポーネントである。

## 不祥事
2024年4月22日、公正取引委員会は米グーグルを対象に独占禁止法に基づく行政処分を行ったと発表した。旧ヤフーとのネット広告関連の取引をめぐる独禁法違反の疑いで、グーグルが自主改善する計画を提出したため現時点では制裁金は科さないとしている。